# Seven de las Flores
El Seven de las Flores es un torneo anual de Rugby 7 entre clubes femeninos de Venezuela. Fue creado en 2001. Es el único torneo de rugby de categoría exclusivamente femenina que se realiza en Venezuela. Es organizado por el equipo femenino de la UCAB Rugby Club. El torneo se juega en el campo de fútbol de la Universidad Católica Andrés Bello en Caracas en el mes de julio. Por lo general participan 12 clubes provenientes de Caracas y del interior del país. La copa entregada en el torneo tiene un nombre distinto cada año, con el fin de homenajear a una jugadora de rugby retirada.

## Campeonas desde 2012
| Año  | Club            | Sede del club |
| 2012 | UCV Rugby Club  | Caracas       |
| 2013 | UCV Rugby Club  | Caracas       |
| 2014 | UCV Rugby Club  | Caracas       |
| 2015 | UCV Rugby Club  | Caracas       |
| 2016 | UCAB Rugby Club | Caracas       |